# Marquesado de la Concordia Española del Perú
El Marquesado de la Concordia Española del Perú fue un título nobiliario español concedido el 30 de marzo de 1812 por Fernando VII en favor de José Fernando de Abascal y Sousa, teniente general y virrey del Perú.
El título de Castilla fue concedido por el rey con el vizcondado previo de Casa Abascal a petición del Cabildo de Lima en atención a los servicios del virrey en la pacificación del Perú (1811).  

## Marqueses de la Concordia Española del Perú
|                           | Titular                            | Periodo                   |
| Creación por Fernando VII | Creación por Fernando VII          | Creación por Fernando VII |
| ------------------------- | ---------------------------------- | ------------------------- |
| I                         | José Fernando de Abascal y Sousa   | 1812-1821                 |
| II                        | María Ramona de Abascal y Asencio  | 1822- 1847                |
| III                       | Manuel Pereira y Abascal           | 1852-1876                 |
| IV                        | Juan Manuel Pereira y Soto Sánchez | 1876-1879                 |
| Título extinto            |                                    |                           |

## Historia de los Marqueses de la Concordia del Perú
- I marqués: José Fernando de Abascal y Sousa (1743-1821), teniente general de los Reales Ejércitos y virrey del Perú

1. Casó en 1795 con María de las Mercedes de Asencio y O'Ryan

- II marquesa: María Ramona de Abascal y Asencio (1799-1847)

1. Casó en 1815 con Juan Manuel Pereira y Soto Sánchez

- III marqués: Manuel Pereira y Abascal (1817-1876)

1. Casó en 1845 con María del Consuelo de Soto Sánchez y García
2. Casó en 1861 con Josefa Bonaplata. Le sucedió su hijo:

- IV marqués: Juan Manuel Pereira y Soto Sánchez (1846-1879)

1. Casó en 1872 con Nicolasa Justa del Villar y Miyares